# Патум Тани
Патум Тани е една от 76-те провинции на Тайланд. Столицата ѝ е едноименния град Патум Тани. Населението на провинцията е 1 074 058 души (31 декември 2014) – 7-а по население, а площта 1525,9 кв. км (69-а по площ). Намира се в часова зона UTC+7. Разделена е на 7 района, които са разделени на 60 общини и 529 села.